# Messier 94
Messier 94 (také M94 nebo NGC 4736) je spirální galaxie v souhvězdí Honicích psů. Objevil ji Pierre Méchain 22. března 1781. Od Země je vzdálená okolo 15 milionů světelných let
a je nejjasnějším členem skupiny galaxií Honicích psů I.

## Pozorování

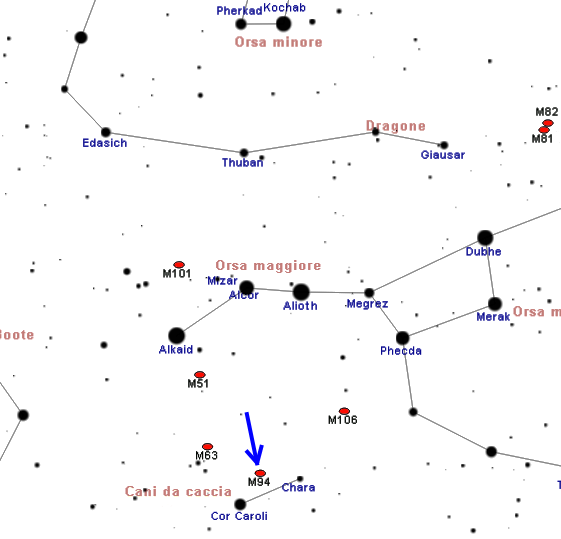
Poloha M 94 v souhvězdí Honicích psů

M94 se dá na obloze snadno vyhledat, protože leží 3° severozápadně od hvězdy Cor Caroli (α Cvn) a pokud je obloha tmavá a průzračná, může být pozorována i obyčejným triedrem. Okrajové oblasti galaxie mohou být viditelné i v obřím triedru nebo malém hvězdářském dalekohledu. Při pohledu dalekohledem o průměru 140 až 150 mm má téměř kruhový tvar a do ztracena slábnoucí okraje, takže svým vzhledem připomíná kulovou hvězdokupu. Ani při větším zvětšení se její vzhled nemění, ale v jejím disku jsou vidět náznaky tmavých skvrn a jas disku roste směrem k neostrým okrajům jádra. Nejsou vidět ani náznaky spirální struktury.
M94 má střední severní deklinaci, proto je v severní části střední Evropy a v části severní Ameriky cirkumpolární. Naopak na jižní polokouli je viditelná až do středních zeměpisných šířek mírného pásu, takže je pozorovatelná na většině obydlených oblastí Země. Nejvhodnější období pro její pozorování na večerní obloze je od ledna do srpna.

## Historie pozorování
Galaxii objevil Pierre Méchain 22. března 1781 a svůj objev oznámil Charlesi Messierovi, který o dva dny později změřil její polohu a zapsal ji do svého katalogu s tímto popisem: „mlhovina bez hvězd viditelná severně od hvězdy Cor Caroli; má velmi jasné neostré jádro a vypadá jako Messier 79 v souhvězdí Zajíce.“ William Herschel i William Parsons ji popsali jako kulatou skvrnu s neostrým obrysem a Parsons dokonce dodal, že ji obepíná nejasný prstenec a že může mít spirální tvar.

## Vlastnosti

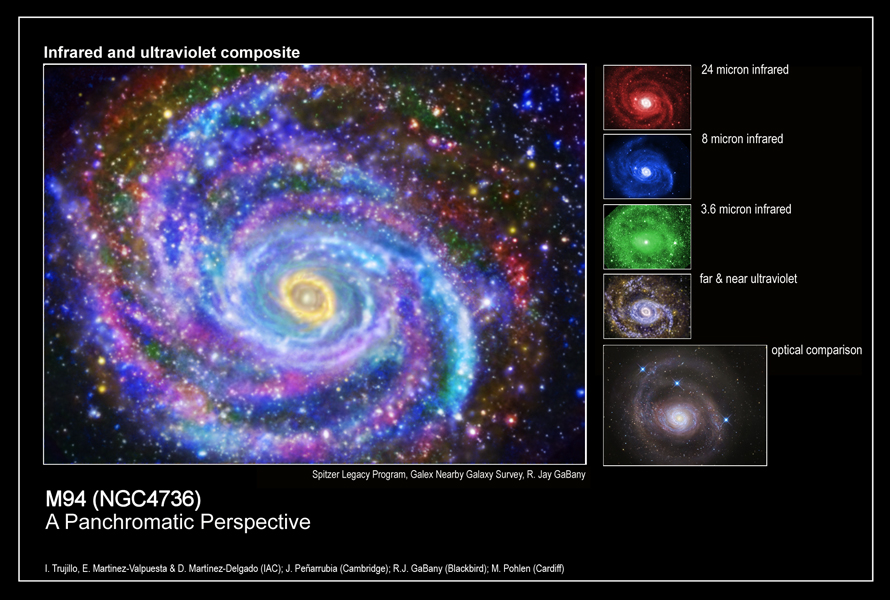
Infračervený a ultrafialový složený snímek M94 v nepravých barvách

M94 se řadí mezi běžné spirální galaxie typu Sab nebo případně k přechodnému typu SAB0/a a k Zemi je natočena téměř přímo čelně. Její vzdálenost je odhadována v širokém rozsahu, ale nejnovější výzkumy se shodují na hodnotě 15 milionů ly nebo 16 milionů ly. Galaxie se od Slunce vzdaluje rychlostí 308 km/s.
Na snímcích galaxie je vidět prstenec způsobený probíhající tvorbou hvězd a tyto mladé hvězdy na barevných snímcích způsobují modrý odstín zmíněného prstence, což jej odlišuje od mnohem méně jasných vnějších oblastí disku, které jsou tvořeny mnohem staršími nažloutlými hvězdami. Ovšem na okraji galaxie je disk zakončen dalším prstencem se středně silnou tvorbou hvězd, takže se M94 řadí mezi poměrně vzácné galaxie, ve kterých je možné pozorovat dvě období tvorby hvězd. Na fotografiích s dlouhou expozicí je vidět další velmi slabý prstenec.
Výzkum provedený v roce 2008 zjistil, že tato galaxie buď neobsahuje žádnou skrytou hmotu, nebo pouze velmi malé množství. Tento výzkum byl zaměřen na rozbor rotačních křivek hvězd v galaxii a na hustotu vodíkových mračen a dospěl k závěru, že viditelná hmota představuje naprostou většinu hmoty galaxie. Tento závěr je velmi ojedinělý a neočekávaný a přinesl nové otázky, například jakým způsobem mohla galaxie vzniknout bez hala skryté hmoty, nebo jak ji případně mohla ztratit.
Jiné možné výklady její rotační křivky nedokázaly vysvětlit podstatu tohoto problému.

## Sousední galaxie
M94 je nejjasnějším členem skupiny galaxií Honicích psů I, ale jejím největším členem je NGC 4244. Tato skupina obsahuje 16 až 24 galaxií
a je jednou z mnoha skupin dohromady tvořících Nadkupu galaxií v Panně.
Spolu s M94 může být ve skupině mnoho galaxií, ale zdá se, že jen málo z nich je skutečně navzájem gravitačně vázaných a mnoho dalších se kolem této skupiny pohybuje nezávisle.

### Knihy
- O'MEARA, Stephen James. Deep Sky Companions: The Messier Objects. New York: Cambridge University Press, 1998. Dostupné online. ISBN 0-521-55332-6. (anglicky)

### Mapy hvězdné oblohy
- Toshimi Taki. Taki's 8.5 Magnitude Star Atlas [online]. 2005 [cit. 2018-03-05]. Dostupné v archivu pořízeném dne 2018-11-05. (anglicky) - Atlas hvězdné oblohy volně stažitelný ve formátu PDF.
- TIRION; RAPPAPORT; LOVI. Uranometria 2000.0 - Volume I - The Northern Hemisphere to -6°. Richmond, Virginia, USA: Willmann-Bell, inc., 1987. Dostupné online. ISBN 0-943396-14-X.
- TIRION; SINNOTT. Sky Atlas 2000.0. 2. vyd. Cambridge, USA: Cambridge University Press, 1998. ISBN 0-933346-90-5.
- TIRION. The Cambridge Star Atlas 2000.0. 3. vyd. Cambridge, USA: Cambridge University Press, 2001. Dostupné online. ISBN 0-521-80084-6.